# Paleoplatyura aldrichii
Paleoplatyura aldrichii är en tvåvingeart som beskrevs av Oskar Augustus Johannsen 1909. Paleoplatyura aldrichii ingår i släktet Paleoplatyura och familjen platthornsmyggor.
Artens utbredningsområde är Washington. Inga underarter finns listade i Catalogue of Life.